# Kestra Troi
Kestra Troi is een personage uit het Star Trek universum, uit de serie Star Trek: The Next Generation. Kestra werd gespeeld door de Amerikaanse actrices Andreana Weiner en Kirsten Dunst.
Kestra Troi werd geboren in 2330 als de dochter van Lwaxana Troi en Ian Andrew Troi. Ze was de oudere zus van Deanna Troi. Tijdens een gezins-uitje met de pasgeboren Deanna en hun hond, verdronk Kestra in een onbewaakt ogenblik. Tientallen jaren later kwamen de verdrongen herinneringen bij Lwaxana weer boven, toen ze op de USS Enterprise NCC-1701D Hedril ontmoette, een Cairn-meisje van ongeveer dezelfde leeftijd als Kestra.